# Pomona, New York
Pomona är en ort (village) i Rockland County i delstaten New York. Vid 2020 års folkräkning hade Pomona 3 824 invånare.